# Barnstorf-Warle
Barnstorf-Warle är ett kommunfritt område i Landkreis Wolfenbüttel i förbundslandet Niedersachsen i Tyskland.